# Công viên hòa bình Nagasaki

Peace Statue at Nagasaki Peace Park

Công viên Hòa Bình Nagasaki là một công viên nằm ở Nagasaki, Nhật Bản, kỷ niệm vụ đánh bom nguyên tử của thành phố vào ngày 09 tháng 8 năm 1945 trong Thế chiến II.

## Các công trình gần công viên Hòa Bình
Bảo tàng bom nguyên tử và Hội trường tưởng niệm Hòa bình.

## Lịch sử
Được thành lập vào năm 1955. Công viên hòa bình Nagasaki được xây dựng trên một ngọn đồi thấp ở phía bắc nơi xảy bị bom nguyên tử tàn phá. Ở phía bắc của công viên là tượng Hòa Bình cao 10 mét cao được tạo ra bởi nhà điêu khắc Seibo Kitamura của Nagasaki. Điểm tay phải của bức tượng để các mối đe dọa của vũ khí hạt nhân trong khi tay mở rộng bên trái tượng trưng cho hòa bình vĩnh cửu. Công viên được xây dựng để cầu nguyện cho hòa bình thế giới, và hy vọng thảm kịch bom nguyên tử sẽ không bao giờ xảy ra nữa.

## Lễ kỷ niệm
Hàng năm, vào ngày 9 tháng 8, kỷ niệm của vụ đánh bom nguyên tử, một lễ tưởng niệm Hòa bình được tổ chức ở phía trước của bức tượng và có lời phát biểu của Thị trưởng Nagasaki.
"Đài phun nước của hòa bình" ở công viên được xây dựng vào tháng 8 năm 1969, như một lời cầu nguyện cho sự yên nghỉ của các linh hồn của các nạn nhân bom nguyên tử nhiều người đã chết tìm kiếm nước, và như là một sự cống hiến cho hòa bình thế giới.